# Atheta weedi
Atheta weedi är en skalbaggsart som beskrevs av Thomas Casey 1910. Atheta weedi ingår i släktet Atheta och familjen kortvingar. Inga underarter finns listade i Catalogue of Life.